# Жукотинець
Жукотинець — потік в Україні у Самбірському районі Львівської області. Правий доплив річки Дністра (басейн Дністра).

## Опис
Довжина балки приблизно 9 км, найкоротша відстань між витоком і гирлом — 3,20  км, коефіцієнт звивистості річки — 1,50 . Формується багатьма безіменними струмками.

## Розташування
Бере початок на південно-східних схилах гори Стара (874,2 м). Спочатку тече переважно на північний захід понад горою Теркалівською (875,1 м), далі тече переважно на південний захід через село Вовче і впадає у річку Дністер.